# Ha-Ir ha-Tachtit Merkaz
Ha-Ir ha-Tachtit Merkaz (hebrejsky העיר התחתית מרכז‎, doslova Dolní Město – Střed) je část města Haifa v Izraeli. Tvoří podčást 3. městské čtvrti ha-Ir ha-Tachtit.
Jde o územní jednotku vytvořenou pro administrativní, demografické a statistické účely. Zahrnuje střední část čtvrti ha-Ir ha-Tachtit nedaleko Haifského přístavu a Haifského zálivu. Nachází se tu železniční stanice Chejfa Merkaz ha-Šmona, bývalý hlavní vlakový terminál ve městě.
Rozkládá se na ploše 0,45 kilometru čtverečního. Není zde evidováno trvalé osídlení.